# Yawan (district)

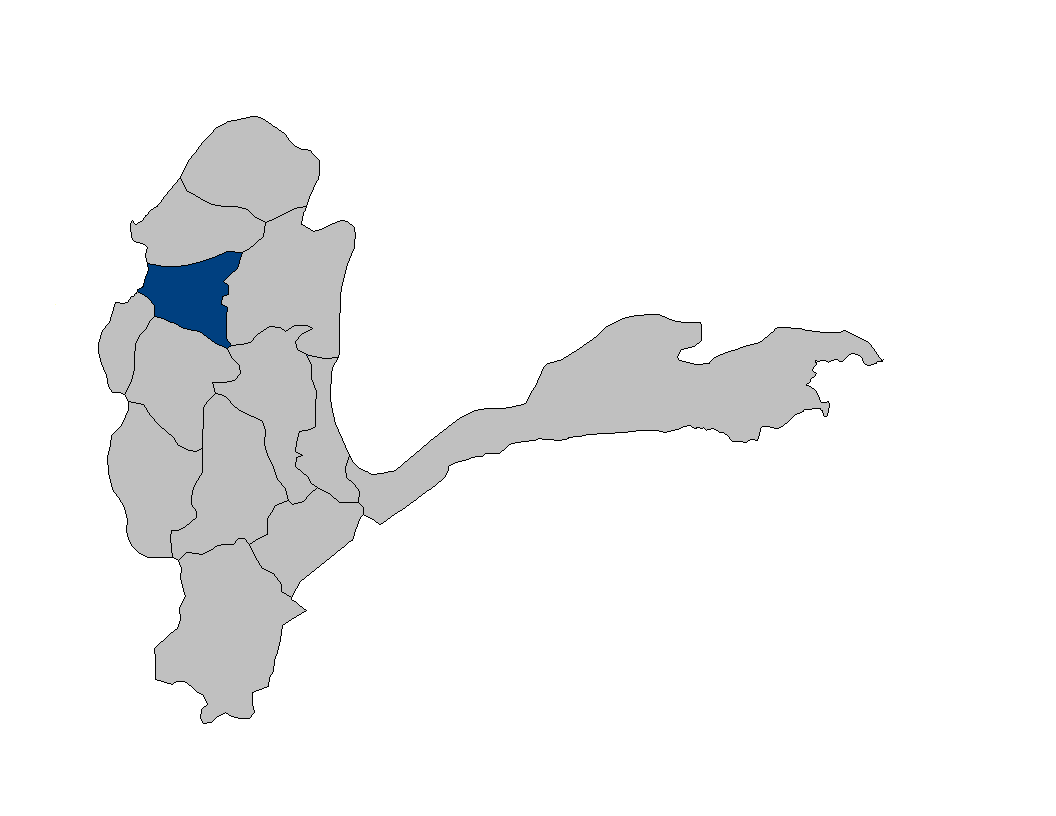
Province de Badakhshan en Afghanistan

Yawan est un district de la province de Badakhshan en Afghanistan. Sa population est estimée à 20 000 habitants.